# Életben maradni (film)
Az Életben maradni (Staying Alive) 1983-as amerikai zenés film, mely bizonyos értelemben az 1977-es Szombat esti láz című film folytatása, de teljesen más hangvételű. Főszereplője John Travolta, aki ismét Tony Manero-t alakítja, de már érettebb és a nagy kitörést keresi az éjszakai pincérkedés és táncoktatás világából egy Broadway show formájában. A további szerepekben Cynthia Rhodes, Finola Hughes, Joyce Hyser, Steve Inwood és Julie Bovasso látható. 
Magyarországon 1985. december 26-án mutatták be a filmet.
A filmet Sylvester Stallone rendezte, aki producerként és forgatókönyvírásban is részt vett a film elkészítésében. Stallonénak ezidáig az egyetlen olyan rendezése, melyben nem szerepel (bár cameoszerepben feltűnik a filmben, a stáblistán nem tüntetik fel a nevét). A film címe a Bee Gees együttes Staying Alive albumának hasonló című dalából származik, mely a Szombat esti láz főcímzenéje volt, és ebben a filmben is elhangzik.

## Cselekmény
A két női főszereplő, Cynthia Rhodes és Finola Hughes, akik John Travoltával egy viharos szerelmi háromszöget alkotnak. Jackie (Cynthia Rhodes) az állandó barátnő, háttértáncos és énekes, de Laura (Finola Hughes) már a Broadway királynője, sikeres és gazdag, Tony Manero kitörési lehetőségének megtestesítője. A film végére Tony rendezi kapcsolatát Jackie-vel, akinek szerelmet vall, pedig nem jellemző rá az érzelgősség, kemény brooklyni srác ő. Laura-val csak kihasználták egymást, testi kapcsolat volt, nem több. Laura mondja is: „Everybody uses everybody”, vagyis mindenki kihasznál mindenkit. Tony Manero megkapja a főszerepet Laura mellett a Satan's Alley (A Sátán Sikátora) című showban, amivel a film véget is ér. A film legvégén, a stáblista alatt a „Stayin Alive” szól, a Bee Gees album címadódala, miközben Tony büszkén jár egyet ("strut") egyedül a Times Square-en.

## Szereplők
| Karakter    | Színész          | Magyar hang (1993) |
| ----------- | ---------------- | ------------------ |
| Tony Manero | John Travolta    | Gergely Róbert     |
| Jackie      | Cynthia Rhodes   | Györgyi Anna       |
| Laura       | Finola Hughes    | Tóth Enikő         |
| Jesse       | Steve Inwood     | Dunai Tamás        |
| Mrs. Manero | Julie Bovasso    | Tábori Nóra        |
| Komornyik   | Charles Ward     |                    |
| Hangmérnök  | Steve Bickford   |                    |
| Derelict    | Patrick Brady    |                    |
| Fatima      | Norma Donaldson  | Soproni Ági        |
| Mark        | Jesse Doran      |                    |
| Linda       | Joyce Hyser      |                    |
| Margaret    | Deborah Jenssen  |                    |
| Fred        | Robert Martini   | Malcsiner Péter    |
| Joy         | Sarah M. Miles   |                    |
| Portás      | Tony Munafo      |                    |
| Modell      | Susan Olar       |                    |
| Cathy       | Cindy Perlman    |                    |
| Hangosító   | Ross St. Phillip |                    |
| Koreográfus | Kurtwood Smith   |                    |
| Carl        | Frank Stallone   | Rajkai Zoltán      |

## Filmzene
A oldal
Az A oldal összes dalát a Bee Gees tagjai írták (Barry Gibb, Robin Gibb és Maurice Gibb).
1. "The Woman in You" – 4:04
2. "I Love You Too Much" – 4:27
3. "Breakout" – 4:46
4. "Someone Belonging to Someone" – 4:26
5. "Life Goes On" – 4:26
6. "Stayin' Alive" [Edited Version] – 1:33

B oldal
1. Frank Stallone – "Far from Over" (Frank Stallone, Vince Dicola) – 3:56
2. Tommy Faragher – "Look Out for Number One" (Foster, Bruce Stephen, Tom Marolda) – 3:20
3. Cynthia Rhodes – "Finding Out the Hard Way" (Frank Stallone, R. Freeland) – 3:33
4. Frank Stallone – "Moody Girl" (Frank Stallone, Joe Esposito, Vince Dicola) – 4:08
5. Tommy Faragher – "(We Dance) So Close to the Fire" (Randy Bishop, Tommy Faragher) – 3:45
6. Frank Stallone/Cynthia Rhodes – "I'm Never Gonna Give You Up" (Frank Stallone, Joe Esposito, Vince Dicola) – 3:30

Az albumon nem szerepel
1. "River of Souls" by Bee Gees – 6:57

## Fogadtatás
A film a jegypénztárakban jól teljesített, az Államokban majdnem 65 millió dolláros bevételt termelt. Noha ez jóval elmarad a Szombat esti láz 94 millió dolláros bevételétől, az Életben maradni mégis az 1983-as év tíz legsikeresebb filmjének egyike.
A kritikusok ugyanakkor bírálták a filmet, hiányolták belőle az előző film szereplőit és a „szívet”. Az Életben maradni első helyen szerepel az Entertainment Weekly „25 legrosszabb filmes folytatás” listáján.

## Díjak, jelölések
- Golden Globe-díj

Jelölés: legjobb eredeti film betétdal („Far from Over”)
- Arany Málna díj

Jelölés: legrosszabb férfi főszereplő (John Travolta)
Jelölés: legrosszabb új sztár (Finola Hughes)
Jelölés: legrosszabb női mellékszereplő (Finola Hughes)
- Grammy-díj

Jelölés: Best Score Soundtrack Album for a Motion Picture, Television or Other Visual Media

## Fordítás
- Ez a szócikk részben vagy egészben  a   Staying Alive (1983 film) című angol Wikipédia-szócikk fordításán alapul.  Az eredeti cikk szerkesztőit annak laptörténete sorolja fel. Ez a jelzés csupán a megfogalmazás eredetét és a szerzői jogokat jelzi, nem szolgál a cikkben szereplő információk forrásmegjelöléseként.